# Mario Zorrilla
Mario Zorrilla Rojo (Getxo, 31 ottobre 1965) è un attore spagnolo, noto per il ruolo di Mauricio Godoy nella soap opera Il segreto.

## Biografia
Mario Zorrilla nacque a Getxo, nei Paesi Baschi. Debuttò come attore in una puntata del 1996 della serie televisiva Médico de familia. Nello stesso anno partecipò ad una puntata de Todos los hombres sois iguales. Recentemente ha lavorato in Yo soy Bea, interpretando il ruolo di Isidoro, nella miniserie TV El Broke. Coslada cero, nel ruolo di Paco, e in La princesa de Éboli, una miniserie in cui viene narrata la vita di Donna Ana de Mendoza, dove ricopre il ruolo di Diego; dal 2011 al 2020 ha interpretato il ruolo del capomastro Mauricio Godoy nella soap opera Il segreto dalla prima all'ultima puntata.

## Filmografia

### Cinema
- Cómo ser infeliz y disfrutarlo, regia di Enrique Urbizu (1994)
- Cuernos de mujer, regia di Enrique Urbizu (1995)
- Teresa y Vanessa, regia di Álvaro García-Capelo (1996)
- Chevrolet, regia di Javier Maqua (1997)
- Manos de seda, regia di César Martínez Herrada (1999)
- El invierno de las anjanas, regia di Pedro Telechea (2000)
- Leyenda de fuego, regia di Roberto Lázaro (2000)
- Cuando todo esté en orden, regia di César Martínez Herrada (2002)
- Ausias March, regia di Daniel Múgica (2003)
- Eres mi héroe, regia di Antonio Cuadri (2003)
- Otra ciudad, regia di César Martínez Herrada (2003)
- Bala perdida, regia di Raúl Marchand Sánchez (2003)
- Siete, regia di Arturo Ruiz Serrano (2004)
- María querida, regia di José Luis García Sánchez (2004)
- Matar al ángel, regia di Daniel Múgica (2004)
- Vida y color, regia di Santiago Tabernero (2005)
- Arena en los bolsillos, regia di César Martínez Herrada (2006)
- Il labirinto del fauno (El laberinto del fauno), regia di Guillermo del Toro (2006)
- El proyecto, regia di José Luis Jiménez (2007)
- Imaginario, regia di Pablo Cantos (2008)
- 18 comidas, regia di Jorge Coira (2010)
- Lope, regia di Andrucha Waddington (2010)
- Vidas pequeñas, regia di Enrique Gabriel (2010)
- Kalenda Maia, regia di Guillem Gastó (2013)
- Crustáceos, regia di Vicente Pérez Herrero (2014)

### Televisione
- Médico de familia - serie TV, (1996)
- Todos los hombres sois iguales - serie TV, (1996)
- Blasco Ibáñez - serie TV, (1997)
- Hospital Central - serie TV, (2003)
- Paso adelante - serie TV, (2005)
- Amare per sempre (Amar en tiempos revueltos) - serie TV, (2006–2007)
- Génesis, en la mente del asesino - serie TV, (2007)
- Hermanos y detectives - serie TV, (2007)
- Martes de carnaval - serie TV, (2008)
- Cuéntame - serie TV, (2008)
- Sin tetas no hay paraíso - serie TV, (2008)
- Guante blanco - serie TV, (2008)
- Doctor Mateo - serie TV, (2009)
- Yo soy Bea - serie TV, (2009)
- El Bloke. Coslada cero - serie TV, (2009)
- La princesa de Éboli - serie TV, (2010)
- Il segreto (El secreto de Puente Viejo) - serie TV, (2011–2020)
- La promessa - serie TV, (2023)